# John Marsh
John Marsh (Dorking, Surrey, 31 de maig de 1752 - Chichester, 31 d'octubre de 1828) fou un compositor anglès. Abandonà la carrera d'advocat i es dedicà exclusivament a la música; va fer construir un notable orgue en una casa de camp que posseïa, i donà nombrós concerts. Va escriure molta música vocal i instrumental, havent publicat diverses composicions, entre elles; simfonies, un d'aquestes per a dues orquestres; quartets, obertures: 24 voluntaries of the organ, cançons, sonates, salms, etc., i diverses obres didàctiques, com Hints to Young composers (1798), Essay on Harmonies, (1801), Tables of transposition of consonant intervals, etc.